# Dozulé (tổng)
Tổng Dozulé là một tổng thuộc tỉnh Calvados trong vùng Normandie.
Tổng này được tổ chức xung quanh Dozulé ở quận Lisieux. Độ cao khu vực này dao động từ 0 m (Dives-sur-Mer) đến 153 m (Annebault) với độ cao trung bình 66 m.

## Hành chính
| Danh sách các ủy viên                  |           |               |      |         |
| Giai đoạn                              | Giai đoạn | Tên           | Đảng | Tư cách |
| 1998                                   | actuel    | Olivier Colin | DVD  |         |
| Tất cả các dữ liệu trước đây không rõ. |           |               |      |         |

## Các đơn vị trực thuộc
Tổng Dozulé gồm 25 xã với dân số 13 877 người (điều tra dân số năm 1999, dân số không tính trùng)
| Xã                   | Dân số | Mã bưu chính | Mã insee |
| -------------------- | ------ | ------------ | -------- |
| Angerville           | 123    | 14430        | 14012    |
| Annebault            | 347    | 14430        | 14016    |
| Auberville           | 213    | 14640        | 14024    |
| Basseneville         | 263    | 14670        | 14045    |
| Bourgeauville        | 150    | 14430        | 14091    |
| Branville            | 147    | 14430        | 14093    |
| Brucourt             | 120    | 14160        | 14110    |
| Cresseveuille        | 212    | 14430        | 14198    |
| Cricqueville-en-Auge | 155    | 14430        | 14203    |
| Danestal             | 236    | 14430        | 14218    |
| Dives-sur-Mer        | 5 812  | 14160        | 14225    |
| Douville-en-Auge     | 197    | 14430        | 14227    |
| Dozulé               | 1 615  | 14430        | 14229    |
| Gonneville-sur-Mer   | 564    | 14510        | 14305    |
| Goustranville        | 187    | 14430        | 14308    |
| Grangues             | 241    | 14160        | 14316    |
| Heuland              | 71     | 14430        | 14329    |
| Houlgate             | 1 832  | 14510        | 14338    |
| Périers-en-Auge      | 145    | 14160        | 14494    |
| Putot-en-Auge        | 330    | 14430        | 14524    |
| Saint-Jouin          | 196    | 14430        | 14598    |
| Saint-Léger-Dubosq   | 165    | 14430        | 14606    |
| Saint-Pierre-Azif    | 153    | 14950        | 14645    |
| Saint-Samson         | 322    | 14670        | 14657    |
| Saint-Vaast-en-Auge  | 81     | 14640        | 14660    |

## Biến động dân số
| 1962                                                     | 1968   | 1975   | 1982   | 1990   | 1999   |
| -------------------------------------------------------- | ------ | ------ | ------ | ------ | ------ |
| 12 631                                                   | 12 523 | 12 166 | 12 251 | 12 637 | 13 877 |
| Nombre retenu à partir de 1962 : dân số không tính trùng |        |        |        |        |        |